# ゆめタウン出雲
ゆめタウン出雲（ゆめタウンいずも）は、島根県出雲市にあるショッピングセンターである。

## 概要
2008年6月19日・20日にプレオープンし、2008年6月21日にグランドオープンした。
ゆめタウン出雲は出雲市中心部に初めてのゆめタウン店舗となり、ゆめタウンの島根県内での新規出店は1994年10月のゆめタウン斐川（出雲市斐川町）以来となる。
島根県立中央病院の真向かいで国道9号・出雲バイパスと南北を貫く県道278号のクロスポイントに位置している。
島根県では最大の売場面積であり、山陰初のユニバーサルデザインを意識したショッピングセンターでもある。
また、山陰・島根初出店の62店舗が入居し、山陰最大のシネマコンプレックス「Tジョイ出雲」(10スクリーン・1,753席)や「スーパースポーツゼビオ」、「ホリデイスポーツクラブ出雲」を併設している。
直営店各レジで電子マネー楽天Edyが使える。
なお、2007年11月13日に地元商店主や住民らがゆめタウン出雲にかかる開発許可取り消しを求めて松江地方裁判所で行政訴訟を起こしていたが、2009年3月30日に原告と被告（島根県）の間の和解が成立した。

## 営業時間
- 9:30 - 21:30

## アクセス

### 自家用車
- 国道9号出雲バイパス
- 県道278号

### 鉄道・路線バス
- JR出雲市駅から一畑バス日御碕線・大社線（ゆめタウン経由便）でゆめタウン出雲で下車、あるいは一畑電車高浜駅より徒歩25分。

## 周辺施設
- 島根県立中央病院
- 出雲ドーム
- 出雲市役所
- 出雲市駅

### 近隣SC
- イオンモール出雲
- イオン松江ショッピングセンター
- イオンモール日吉津